# Gene Guarilia
Gene Guarilia (13 de setembro de 1930 - 20 de novembro de 2016) foi um jogador de basquete norte-americano que foi campeão da Temporada da NBA de 1962-63 jogando pelo Boston Celtics.